# یوری پوستریگای
یوری پوستریگای (روسی: Ю́рий Ви́кторович Пострига́й؛ زادهٔ ۳۱ اوت ۱۹۸۸) قایقران کانو اهل روسیه است.
وی همچنین برندهٔ جوایزی همچون نشان دوستی شده‌است.
وی در مسابقات کشوری و بین‌المللی در مجموع برندهٔ ۶ مدال طلا، ۳ مدال نقره، ۳ مدال برنز شده‌است.